# Bosques polares del Cretácico

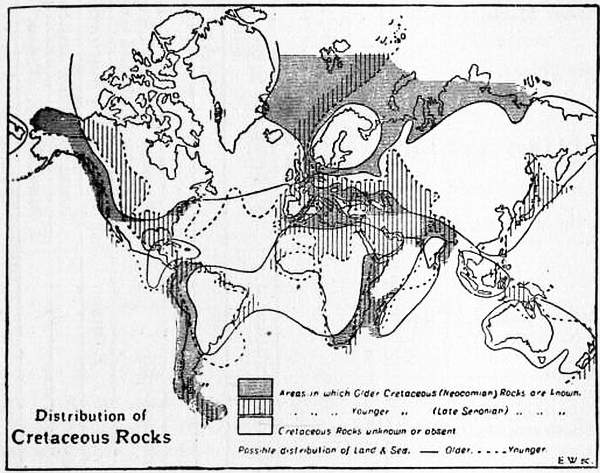
Distribución de las rocas del Cretácico.

Los bosques polares del Cretácico eran bosques templados que crecieron en latitudes polares durante el período final de la Era Mesozoica, conocido como el período Cretácico 145–66  Ma.  Durante este período, la temperatura media global fue 10 °C más alta y los niveles de  dióxido de carbono (CO2) fueron de aproximadamente 1000 partes por millón (ppm), 2,5 veces la concentración actual en la atmósfera de la Tierra.  La abundancia de dióxido de carbono atmosférico tuvo un impacto muy significativo en el clima global y en los sistemas naturales de la Tierra, ya que su concentración se considera uno de los principales factores en el desarrollo de un pronunciado efecto invernadero en la Tierra durante el Cretácico, con un gradiente de temperatura global promedio muy bajo. Como consecuencia de ello, las paleolatitudes altas en ambos hemisferios eran mucho más cálidas que en la actualidad. Este gradiente de temperatura fue en parte responsable de la falta de capas de hielo continentales en las regiones polares.
Como respuesta a las elevadas temperaturas globales, el ciclo hidrológico de la Tierra mejoró significativamente debido a un mayor volumen de evaporación de humedad de la superficie del océano. A su vez, el nivel absoluto del mar durante este período de tiempo presentó elevaciones mucho más altas que el nivel actual. La invasión continental de agua de mar formó mares poco profundos y extendidos, incluidas extensiones de mares epífitos.
Un aumento en la extensión de las aguas marinas cálidas y poco profundas intensifica la evaporación, lo que, a su vez, incrementa las precipitaciones en diversas latitudes y contribuye a un clima global más templado. Este clima más uniforme tuvo un impacto significativo en los ecosistemas de las altas latitudes, modificando sus dinámicas y biodiversidad.

## Bosques polares del Cretácico

Ciclo de vida de las Angiospermas.

Durante el Cretácico, los bosques templados prosperaron en latitudes polares,   ya que hubo una diferencia notable con las condiciones actuales en latitudes altas durante las estaciones polares.  La duración de la luz solar en verano y la oscuridad en invierno duró alrededor de cinco meses cada una.  Se cree que esta variación en la luz ha jugado un papel crítico en la composición y evolución de los bosques polares. La evidencia de flora fosilizada sugiere la presencia de paleobosques hasta latitudes de 85° en los hemisferios norte y sur. Las formas dominantes de vegetación en estas altas latitudes durante los 100 millones de años anteriores estaban evolucionando rápidamente y finalmente fueron reemplazadas durante un período conocido como la Revolución Terrestre Cretácica. Durante la Revolución Terrestre Cretácica, las coníferas, cícadas y helechos fueron reemplazados selectivamente por angiospermas y gimnospermas, convirtiéndose en las principales especies que dominaban las altas paleolatitudes. En este mundo de invernadero del Cretácico, los bosques de coníferas del Ártico se consideraban predominantemente caducifolios, mientras que los que crecían en la Antártida contenían una proporción significativamente mayor de árboles de hoja perenne 
Un estudio de 2019 determinó que las primeras floraciones de angiospermas en Australia ocurrieron hace aproximadamente 126 millones de años. Este hallazgo también llevó a una revisión de la cronología de los vertebrados polares en el sur de Australia, situándolos entre hace 126 y 110 millones de años.

## Diversificación forestal
A principios del Cretácico, hace aproximadamente 130 millones de años, se produjo una importante diversificación de las angiospermas que puso en marcha un gran cambio evolutivo en la composición de los bosques de altas paleolatitudes. La diversificación de las angiospermas está estrechamente vinculada a la evolución de los insectos recolectores de polen y néctar. Se considera que la expansión de estos insectos tuvo un impacto significativo en la tasa de especiación de las angiospermas, favoreciendo su diversificación y éxito evolutivo. Cualquiera que sea el mecanismo de diversificación, la “toma de posesión” por parte de las angiospermas en el Cretácico temprano denota una transición importante del ecosistema. A finales del Cretácico, la composición de las regiones forestales polares se había diversificado aproximadamente entre un 50 y un 80%. Esta transición de coníferas, cícadas y helechos a un estado predominantemente angiospermo refleja una interesante adaptación evolutiva al clima polar regional y posiblemente a otros numerosos factores como las tasas de expansión del fondo marino, el nivel eustático del mar y las altas temperaturas globales.

## Productividad ecológica
El desplazamiento hacia los polos de la zona templada durante el Cretácico elevó significativamente la productividad primaria de los bosques terrestres. Se estimó que en las paleolatitudes altas y medias la productividad forestal era el doble que en las paleolatitudes más bajas.  La productividad terrestre en las altas paleolatitudes está fuertemente vinculada a las elevadas concentraciones de dióxido de carbono atmosférico.  Los experimentos sobre el crecimiento de árboles de hoja caduca y perenne bajo distintas concentraciones de dióxido de carbono han revelado impactos diferenciados en su desarrollo y fisiología.
Hay cuatro factores principales que contribuyen a la productividad forestal neta: la concentración de dióxido de carbono, las tasas de respiración de las raíces, la temperatura y la fotosíntesis . El dióxido de carbono por sí solo tiende a disminuir la respiración de las hojas y las raíces al disminuir el punto de compensación de luz de la fotosíntesis, lo que permite una ganancia neta positiva en la ingesta de carbono durante el transcurso de un día. La reducción de la respiración de las raíces favorece su crecimiento y, en última instancia, mejora la eficiencia en la absorción de nutrientes y agua. Cuando este efecto del dióxido de carbono se combina con una mayor actividad fotosintética, la productividad forestal puede incrementarse significativamente, dependiendo de la temperatura regional. La interacción de estos cuatro factores fisiológicos genera un aumento neto sustancial en la productividad forestal. Según estudios experimentales, las especies de árboles de follaje perenne y larga duración tienden a beneficiarse más en entornos con altas concentraciones de dióxido de carbono, ya que su prolongada temporada de crecimiento y adaptaciones, como el desarrollo del dosel, les permitieron prosperar en las paleolatitudes polares templadas del Cretácico.

## Bosque fosilizado
La composición y estructura de los bosques Cretácicos de altas latitudes estaba compuesta principalmente de coníferas caducifolias, helechos, angiospermas y gimnospermas. Los taxones de plantas más abundantes y extendidos globalmente fueron las coníferas araucarioideas y podocarpoideas, que se extendían aproximadamente 80° en ambos hemisferios y componía más del 90% del dosel, generando vegetación siempreverde.  Otros tipos de coníferas, aunque abundantes, estaban restringidos a latitudes medias y bajas en ambos hemisferios, confinados principalmente por los climas regionales. A medida que evolucionó el clima global, el ascenso de las angiospermas comenzó a ejercer presión sobre las coníferas en latitudes más altas al crecer más altas y, en última instancia, ganar la batalla por la luz solar. La rápida evolución de diversas especies de angiospermas, ocurrida 25 millones de años después de su aparición, llevó a que estos árboles se convirtieran en el grupo dominante a mediados del Cretácico. Hacia finales de este período, el clima templado tanto en el hemisferio norte como en el sur favoreció la rápida diversificación y expansión de las angiospermas, así como, en menor medida, de las coníferas. Estudios sobre el registro fósil del Cretácico medio sugieren que las composiciones forestales en las paleolatitudes altas del hemisferio norte estaban dominadas por una combinación de árboles perennes y caducifolios, mientras que en el hemisferio sur predominaban las especies de hoja perenne.
Museum Ledge es un sitio destacado por la presencia de madera fosilizada, ubicada en el lado suroeste del monte Glossopteris.

## Indicadores paleoclimáticos
Un indicador paleoclimático, también conocido como proxy paleoclimático, puede revelar información importante sobre cómo pudo haber sido el clima global en el pasado. Los estudios paleoclimáticos utilizan diversos indicadores para evaluar los principales forzamientos que influyeron en los climas del pasado. Entre los más comunes se encuentran los anillos de crecimiento de los árboles, los núcleos de aguas profundas, los núcleos de hielo y los paleosuelos. 

## Paleotermometría
Una de las herramientas más importantes y valiosas para la reconstrucción de paleotermometría es el análisis de datos de espectrometría de masas de relación isotópica en isótopos estables como los de hidrógeno y oxígeno. Los estudios sobre foraminíferos marinos (planctónicos/bentónicos) y proporciones de isótopos de carbonato a granel durante el Cretácico medio sugieren un período de calentamiento continuo de ~100 Ma a 66 Ma. Durante este período, las altas latitudes del sur eran tan frías como 16 grados Celsius (60,8 °F) y tan cálido como 32 grados Celsius (89,6 °F). Las paleotemperaturas en las altas latitudes del hemisferio norte durante el Cretácico se han inferido a partir del análisis de isótopos de oxígeno en conchas bien conservadas de braquiópodos y moluscos. Los estudios indican fluctuaciones estacionales de temperatura que oscilaban entre 10 y 22 °C (50,0 a 71,6 °F).

## Dendrocronología de la madera del Cretácico

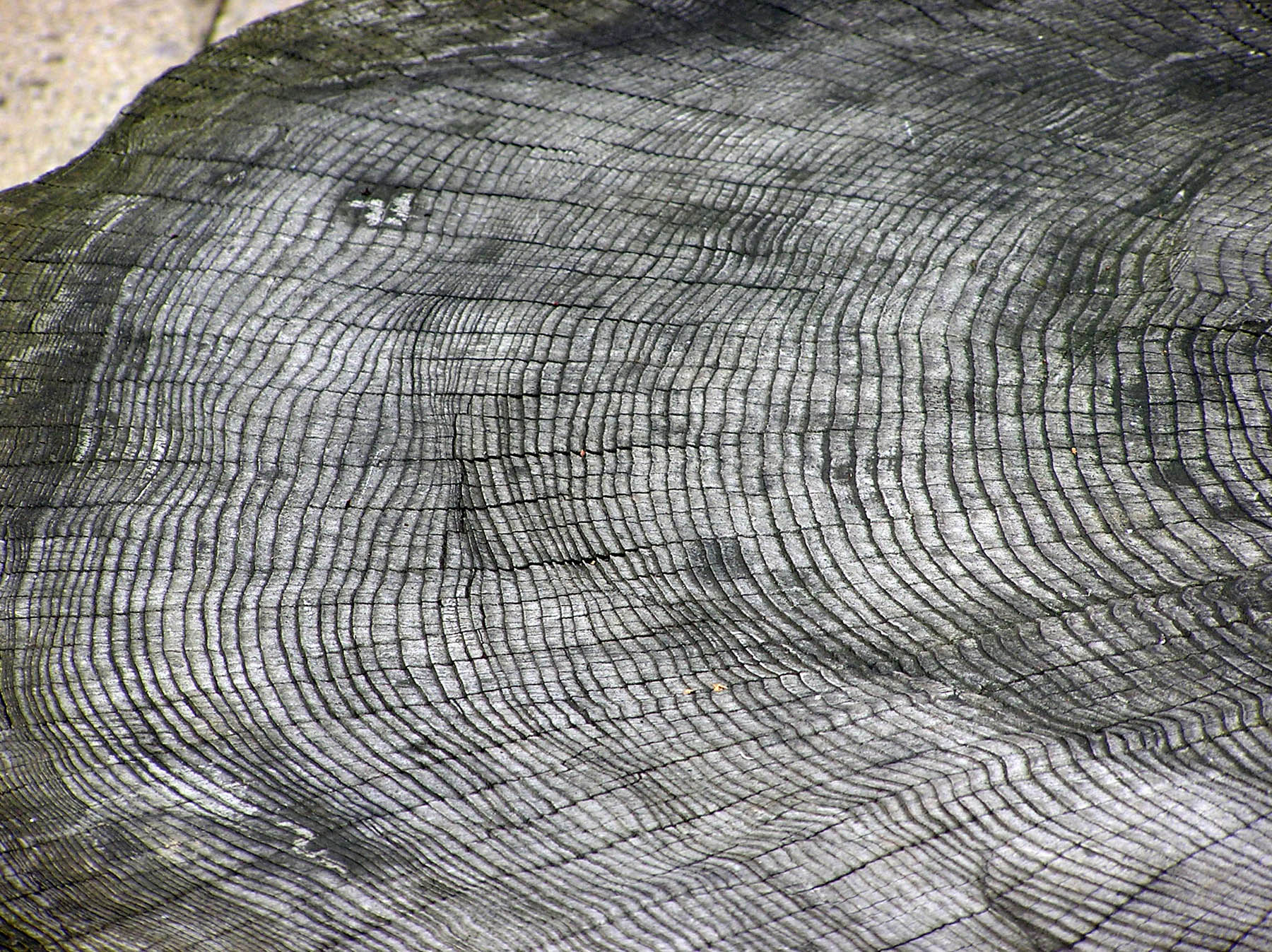
Anillos de crecimiento de árboles fosilizados.

Las mediciones de los anillos de crecimiento de árboles durante el Cretácico pueden ofrecer información detallada sobre las condiciones climáticas en distintas regiones geográficas de la Tierra. El análisis de los patrones de anillos en maderas fósiles de esta época se emplea principalmente para inferir aspectos del paleoclima y evaluar la productividad forestal. Un método científico muy útil utilizado para la datación de los anillos de crecimiento de los árboles es la dendrocronología.Sin embargo, la mayoría de los estudios realizados sobre madera fosilizada se basan en la idea de que los procesos relacionados con las tasas de crecimiento de los árboles que operaron en el pasado son idénticos a los procesos que operan en el presente, el uniformismo.  Sobre esta base, la productividad forestal se puede inferir a partir del análisis de los anillos de crecimiento de los árboles del Cretácico. El análisis de la productividad forestal del Cretácico muestra que las tasas de crecimiento anual de los árboles en paleolatitudes bajas eran significativamente elevadas en relación con las actuales. En las paleolatitudes polares, el análisis de la tasa de crecimiento también indica una productividad elevada, pero incluso más significativamente mejorada en relación con la actualidad.  La dendrocronología de los anillos de crecimiento de madera fosilizada de altas paleolatitudes sugiere la presencia de condiciones climáticas similares a las de un invernadero a escala global durante este período de tiempo. 